# Донская и Кавказская епархия
Донска́я и Кавка́зская епа́рхия — каноническое, структурное и территориально-административное подразделение Русской православной старообрядческой церкви.
- Кафедральный город — Ростов-на-Дону
- Кафедральный храм — церковь Покрова Пресвятыя Богородицы (г. Ростов-на-Дону)
- Управляющий епархией — Андрей (Кладиев) (в/у)
- Иконом епархии — иерей Евгений Пахмутов
- Благочинный — иерей Иоанн Севастьянов

## История
27 мая 1947 года в Ростове-на-Дону на заседании представителей от разных приходов под председательством епископа Геронтия (Лакомкина), прибывшего из Москвы, было принято решение об образовании Донецко-Донской и Кавказской епархии. В состав епархии вошли Ростовская, Сталинградская (в настоящее время — Волгоградская), Грозненская области, Ставропольский и Краснодарский края РСФСР Дагестанская АССР, Ворошиловградская (в настоящее время — Луганская) и Сталинская области (в настоящее время — Донецкая) Украинской ССР.
1 октября 1957 года решением Совета архиепископии была образована Горьковская и Костромская епархия, которая на тот момент насчитывала 11 приходов. Предполагалась, что архиерейская кафедра будут в Горьком 30 марта 1958 года на данную кафедру был рукоположён епископ Александр (Чунин), но ввиду того, что власти не дали ему регистрации в Горьком, что делало его служения в городе фактически незаконным, на освященном соборе 18-20 июня было принято решение об объединении Горьковско-Астраханских и кавказских приходов в одну епархию с наименованием «Волжско-Донская и Кавказская» с резиденцией епископа в Ростове-на-Дону. В епархию вошли приходы Астраханской Горьковской, Ростовской, Сталинградской областей, Татарской и Чечено-Ингушской АССР, Краснодарского и Ставропольского крайов. На заседании расширенного Совета архиепископии 27-28 мая 1959 три прихода — в Горьком, Чернухе и Непряжине были выедены из состава епархии и переданы в управление архиепископа Московского

## Современное состояние
Епархия вакантная; в/у — епископ Самарский и Саратовский Андрей (Кладиев). Благочинный епархии — иерей Иоанн Горшенин; иконом епархии — иеродиакон Андрей (Работин). Официальный орган — иллюстрированный ежеквартальный журнал «Издревле» (с 2016).
Ростовская обалсть
- Ростов-на-Дону — церковь Покрова Пресвятыя Богородицы; настоятель — иерей Иоанн Севастьянов, дьякон Филипп Севастьянов[4]
- станица Маныческая, Ростовской области — церковь в честь Чуда в Хонех Архангела Михаила
- Морозовск, Ростовской области — церковь в честь Святителя Николы, Архиепископа Мир-Ликийских Чудотворца[5]
- посёлок Орловский, Ростовской области — церковь в честь Покрова Пресвятой Богородицы[6]

Волгоградская область
- Волгоград — церковь Успения Пресвятыя Богородицы (настоятель — иерей Евгений Пахмутов)
- Суровикино, Волгоградской области — церковь во имя Покрова Пресвятыя Богородицы (настоятель — иерей Евгений Пахмутов)
- Фролово, Волгоградская область — церковь Святителя Николы (настоятель — иерей Иоанн Горшенин)
- Калач-на-Дону, Волгоградская область — храм святителя Николы Чудотворца (настоятель — иерей Георгий Гилев)[7]
- хутор Трясиновский, Волгоградской области; обслуживает иерей Иоанн Горшенин[8]

Краснодарский край
- Краснодар; церковь в честь Святителя Иоанна Златоуста (настоятель — иерей Тимофей Минаев)[9]
- посёлок За Родину, Краснодарский край — часовня в честь Владимирской иконы Пресвятой Богородицы[10]
- станица Кавказская, Краснодарский край, церковь в честь Пророка Илии[11]
- хутор Ново-Некрасовский, Краснодарского края — на основании решения Освященного Собора 2022 года исключён из состава епархии.

Ставропольский край
- Кисловодск; церковь Успения Пресвятой Богородицы — настоятель иерей Александр Горепёкин (в/у)
- Ессентуки — церковь Покрова Пресвятыя Богородицы; настоятель — иерей Александр Горепёкин[12]
- Село Кумская Долина, Ставропольского края — Троицкая старообрядческая Община
- посёлок Новокумский, Левокумского района, Ставропольского края; церковь Успения Пресвятой Богородицы — настоятель иерей Никифор Ялуплин[13]

прочее
- Астрахань — храм Покрова Пресвятыя Богородицы (настоятель священноиерей Василий Будаев)
- Станица Ханская, Адыгея — церковь Рождества Пресвятыя Богородицы (настоятель протоиерей Иоанн Рыбаков)

## Епископы
Кавказская епархия
- 5 октября 1855 — 30 января 1872 — Иов (Зрянин), епископ Кавказский
- 30 ноября 1879 — 27 июля 1902 — Силуян (Мороз), епископ Кавказский
- 27 июля 1902—1926 — Феодосий (Моноков), еп. Терский и Кавказский
- 1926—1928 в/у — Геннадий (Лакомкин)
- 23 сентября 1928 — 12 апреля 1938 — Викентий (Никитин)

Донская епархия
- 9 августа — 16 октября 1898 — Иоанн (Картушин)
- 8 сентября 1910—1933 — Геннадий (Лакомкин)

Донецко-Донская и Кавказская епархия
- 4 апреля 1948 — 26 февраля 1952 — Флавиан (Слесарев)
- 10 марта 1952 — 27 декабря 1957 — Иннокентий (Силкин)[14]

Волжско-Донская и Кавказская епархия
- 28 июня 1958 — 9 сентября 1965 — Александр (Чунин)
- 9 сентября 1965 — 23 января 1968 — Иосиф (Моржаков), архиеп. Московский
- 23 января 1968 — 26 мая 1973 в/у — Иоасаф (Карпов), еп. Клинцовский и Новозыбковский

Донская и Кавказская епархия
- 27 мая 1973 — 9 апреля 1986 — Анастасий (Кононов)
- 22 октября 2004 — 15 августа 2023 — Зосима (Еремеев) с 12 января 2017, архиеп.
- с 18 октября 2023 в/у — Андрей (Кладиев), еп. Самарский и Саратовский